# 馬努塞拉國家公園
3°3′S 129°26′E / 3.050°S 129.433°E
馬努塞拉國家公園是印尼的國家公園，位於摩鹿加群島，處於斯蘭島，成立於1997年，面積1,890平方公里，最高點海拔高度3,027米，有118種鳥類和38種哺乳類動物棲息。